# Frederic Villiers
Pour les articles homonymes, voir Villiers.
Frederic Villiers, né le 23 avril 1851 à Londres et mort le 3 avril 1922, est un correspondant, un cinéaste et artiste de guerre britannique.

## Biographie
Frederic Villiers est un correspondant de guerre présent sur le théâtre de nombreuses guerres qui eurent lieu dans diverses parties du monde à la fin du XIXe siècle. Cinéaste amateur, il semble être la première personne à avoir filmé des actions militaires sur un champ de bataille. Ses premières prises de vue d'actualités sont réalisées dans la plaine de Thessalie en avril et mai 1897, au cours de la brève guerre entre la Grèce et la Turquie. Dans son autobiographie, Villiers affirme avoir filmé plusieurs scènes auprès des forces grecques dans leur engagement à Farsala, lors de la bataille de Velestino (en), précisant que ces films furent rendus invendables par la concurrence des films de fiction dramatiques et d'action que Georges Méliès réalisait sur cette même guerre en studio à Montreuil (Paris) en ce temps. Frederic Villiers affirme avoir détruit toutes les prises effectuées.
En 1892, il compte parmi les membres les plus connus de l'équipe d'experts en stratégie militaire qui élabore pour le magazine Black and White le scénario d'une grande guerre, qui aurait lieu "probablement dans un proche avenir" et qui serait déclenchée par un attentat dans les Balkans. Ce scénario ressemble au déroulement de la Première Guerre mondiale qui aura lieu vingt ans plus tard
Il couvre entre autres la guerre sino-japonaise de 1894-1895. En 1898, aux côtés des forces britanniques, Villiers a filmé la guerre menée contre les Derviches au Soudan. Pour filmer la bataille d'Omdurman dans la matinée du 2 septembre, il s'embarqua sur une canonnière sur le Nil et apprêtait sa caméra lorsque la canonnière ayant ouvert le feu, son appareil photo fut renversé et ses films exposés. Frederic Villiers utilisa alors son carnet de croquis comme autrefois.
Pour les campagnes ultérieures qu'il a couvertes, notamment la guerre des Boers et la guerre russo-japonaise, Villiers a délaissé sa caméra qu'il ne reprit qu'en 1912, à la demande de Charles Urban, pour filmer en couleurs par le procédé Kinémacolor la première guerre des Balkans. Cependant peu de séquences prises, tant par lui-même que par d'autres opérateurs, le furent en première ligne.